# Hieracium eriophorum
Espèce
Classification APG III (2009)
Hieracium eriophorum, l’Épervière des dunes ou Épervière à poils blancs, est une espèce de plantes à fleurs de la famille des Astéracées et au genre Hieracium endémique de France.

## Description
C'est une plante herbacée  vivace caractéristique des dunes mobiles.

## Répartition et habitat
C'est l'une des plantes endémiques de France. Elle est typique des milieux dunaires du littoral. On peut par exemple l'observer à la pointe de Grave dans le département de la Gironde.

## Statut de protection
Cette espèce est inscrite sur la liste des espèces végétales protégées sur l'ensemble du territoire français métropolitain en Annexe I.